# Gotta Move On
"Gotta Move On  é uma canção da cantora norte-americana Toni Braxton com a participação da cantora H.E.R. Foi lançada em 24 de Agosto como terceiro single de seu nono álbum de estúdio, Spell My Name.

## Composição
"Gotta Move On" foi escrita por Jeremih, Braxton e co-escrita e produzida por Kenneth C. Coby (Soundz).

## Videoclipe
Seu videoclipe foi lançado em 30 de Outubro de 2020 em seu canal oficial do Youtube/Vevo.

## Faixas e formatos
| Download Digital |                                                |         |  |
| N.º              | Título                                         | Duração |  |
| 1.               | "Gotta Move On" (com a participação de H.E.R.) | 4:18    |  |

## Desempenho nas tabelas musicais

### Posições
| Tabela musical (2020)                        | Melhor posição |
| -------------------------------------------- | -------------- |
| Estados Unidos (Adult R&B Songs) (Billboard) | 1              |

## Histórico de lançamento
| País           | Data                  | Formato                     | Gravadora               |
| -------------- | --------------------- | --------------------------- | ----------------------- |
| Mundo          | 24 de Agosto de 2020  | Download digital, Streaming | Island, Universal Music |
| Estados Unidos | 21 de Outubro de 2020 | Urban AC radio              | Island, Universal Music |